# Marcel Schumacher
Marcel Schumacher est un footballeur français. Il évolue au poste d'attaquant.

## Biographie
Né en France et de nationalité française, il joue en Gauliga Elsass, en raison de l'annexion de fait de l'Alsace, puis en Division 2 française en 1945-1946.
Il joue au FC Mulhouse de 1943 à 1946. Lors de la saison 1943-1944, il inscrit 20 buts en Gauliga Elsass avec le FC Mulhouse[réf. nécessaire], qui domine le championnat haut la main.

## Palmarès
- Vainqueur de la Gauliga Elsass en 1944 avec le FC Mulhouse